# Гремерсдорф (Гольштейн)
Гремерсдорф (нем. Gremersdorf) — община в Германии, в земле Шлезвиг-Гольштейн.
Входит в состав района Восточный Гольштейн. Подчиняется управлению Ольденбург-Ланд. Население составляет 1510 человек (на 31 декабря 2010 года). Занимает площадь 45,78 км².